# Клин (Порховский район)
Клин — деревня в центральной части Порховского района Псковской области. Входит в состав сельского поселения «Туготинская волость».
Расположена в 18 км к западу от города Порхов и в 2 км к северу от волостного центра Туготино.
Численность населения составляет 11 жителей (2000 год).